# Adolf Hitlers testamente

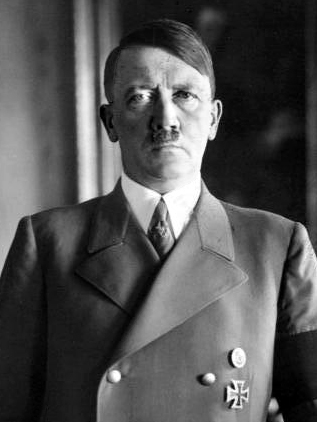
Adolf Hitler år 1938.

Adolf Hitlers testamente syftar på det testamente som Tredje rikets Führer Adolf Hitler lät upprätta tidigt på morgonen den 29 april 1945. Testamentet är tvådelat: en politisk del och en personlig del. Testamentet föranleddes av Hermann Görings uttryckliga vilja att ta över ledningen av Tyskland, Heinrich Himmlers försök till fredsförhandlingar med de västallierade samt Röda arméns framryckande mot Rikskansliet i Berlin. Hitler dikterade sin sista vilja och testamente för en av sina privatsekreterare, Traudl Junge. Dagen därpå, den 30 april, begick Hitler och hans hustru Eva Braun gemensamt självmord i bunkern under Rikskansliet.
Det politiska testamentet upprättades i tre exemplar vilka på Hitlers order skulle överlämnas till Ferdinand Schörner i Tjeckoslovakien av hans arméadjutant Willy Johannmeyer, Karl Dönitz i Schleswig-Holstein av Obersturmbannführer Heinz Lorenz och Paul Giesler i Tegernsee i Oberbayern av Standartenführer Wilhelm Zander. Dessa tre lämnade Führerbunkern redan den 29 april 1945.

## Hitlers personliga testamente
I sitt personliga testamente tillkännager Hitler sitt äktenskap med Eva Braun, även om hon inte nämns med namn. Han klargör att de skall begå självmord och att deras kroppar skall kremeras. Hans konstsamling skall tillfalla staden Linz. Hans personliga tillhörigheter skall tillfalla Nationalsocialistiska tyska arbetarepartiet. Hitler utnämner Martin Bormann till sin testamentsexekutor.

## Hitlers politiska testamente
I sitt politiska testamente talar Hitler om hur han anmälde sig som krigsfrivillig 1914. Vidare menar han att varken han själv eller någon annan tysk ville ha ett världskrig 1939. Enligt Hitler bär den internationella judendomen ansvaret för kriget. Hitler utesluter Hermann Göring och Heinrich Himmler ur partiet. Därtill utnämner Hitler den regering som skall styra Tyskland efter hans död.
- Rikspresident: Karl Dönitz
- Rikskansler: Joseph Goebbels
- Partiminister: Martin Bormann
- Utrikesminister: Arthur Seyss-Inquart
- Inrikesminister: Paul Giesler
- Överbefälhavare för armén: Ferdinand Schörner
- Överbefälhavare för Luftwaffe: Robert Ritter von Greim
- Reichsführer-SS och chef för den tyska polisen: Karl Hanke
- Ekonomiminister: Walther Funk
- Jordbruksminister: Herbert Backe
- Justitieminister: Otto Thierack
- Kultusminister: Gustav Adolf Scheel
- Propagandaminister: Werner Naumann
- Finansminister: Lutz Schwerin von Krosigk
- Arbetsminister: Theo Hupfauer
- Rustningsminister: Karl Saur
- Chef för Deutsche Arbeitsfront och medlem av kabinettet: Robert Ley